# Kirche in Rahden mit Wochenstube des Großen Mausohr
Kirche in Rahden mit Wochenstube des Großen Mausohr este o arie protejată (arie specială de conservare — SAC, sit de importanță comunitară — SCI) din Germania întinsă pe o suprafață de 0,06 ha, integral pe uscat.

## Localizare
Centrul sitului Kirche in Rahden mit Wochenstube des Großen Mausohr este situat la coordonatele 52°26′05″N 8°36′53″E / 52.4347°N 8.6147°E.

## Înființare
Situl Kirche in Rahden mit Wochenstube des Großen Mausohr a fost declarat sit de importanță comunitară în aprilie 2004 pentru a proteja 1 specie de animale. Situl a fost protejat și ca arie specială de conservare în ianuarie 2006.

## Biodiversitate
Situată în ecoregiunea atlantică, aria protejată nu include niciun habitat protejat.
La baza desemnării sitului se află o specie protejată de  mamifere: liliac comun (Myotis myotis).